# 炭化バナジウム
炭化バナジウム(Vanadium carbide)は、化学式VCの無機化合物である。非常に硬い物質である。モース硬度は、9から9.5で、既知の金属炭化物では最も硬いと考えられている。

## 構造
酸化バナジウム(II)と同形で、岩塩構造に結晶化する。VCとVOは混和可能なため、VCのサンプルは、通常、不純物として酸素を含む。酸化バナジウムを炭素とともに約1000℃で加熱することにより得られる。高周波マグネトロンスパッタリングで生成すると、炭化バナジウムは、(1,1,1)配列を形成する。VCは、熱力学的に安定であるが、高温ではV2Cに変換する。
炭化バナジウムは、サーメットとしての性能を上げるために、炭化タングステンの結晶を細かくするために用いられる。

## 物理的性質
炭化バナジウムは、約380GPaの弾性係数を持つ。